# Centro de Saúde Militar de Évora
O Centro de Saúde de Évora (CS Évora) é um estabelecimento de saúde do Exército Português, situado em Évora. Destina-se a prestar apoio sanitário aos militares das unidades, estabelecimentos e órgãos do Exército situados a sul do rio Tejo, com excepção dos que são apoiados pelo Centro de Saúde de Tancos/Santa Margarida. O CS Évora resultou da transformação do anterior Hospital Militar de Évora.

## Organização e valências
O CS Évora é comandado por um tenente-coronel médico, dependente do comando da Logística do Exército, através da Direção de Saúde.
O estabelecimento presta serviços de consultas externas nas valências de: clínica geral, cardiologia, cirurgia, dermatologia, endocrinologia, gastroenterologia, medicina dentária, medicina preventiva, oftalmologia, ortopedia, pediatria, urologia, psiquiatria e ginecologia. além disso dispõe de meios complementares de diagnóstico e terapêutica nas valências de angiografia, ecocardiografia, eletrocardiografia, laser, próteses dentárias, retinografia, imagiologia, medicina física e de reabilitação e patologia clínica. Adicionalmente, dispõe de uma capacidade de internamento de 24 camas.

## História
O atual CS Évora tem origem no Hospital Regimental do Regimento de Cavalaria nº 5, criado na década de 1880. Desde então, o estabelecimento ocupa o edifício do antigo Colégio Universitário da Madre de Deus, fundado no século XVI pelo desembargador e membro do Conselho d'El Rei Dr. Heitor de Pina Olivel e pela sua esposa Dª. Francisca de Brito Secota. Posteriormente, sob administração dos jesuítas, o colégio funcionou até 1759, passando para a Coroa, na sequência da expulsão destes de Portugal.
Com a reestruturação do Serviço de Saúde Militar, a 1 de janeiro de 1910, o estabelecimento foi transformado no Hospital Militar de Évora, com o estatuto de hospital militar de 3ª classe, funcionando como hospital de guarnição e mantendo-se na dependência do Regimento de Cavalaria nº 5.
Na sequência da reorganização do Exército Metropolitano de 1926, o estabelecimento passou a ser o hospital militar da 4ª Região Militar, com a designação de Hospital Militar Regional nº 4 (HMR4). Em 1929 passou a ser um estabelecimento autónomo.
Após a reestruturação do Exército, a 8 de fevereiro de 1993, o HMR4 foi transformado no Centro de Saúde da Região Militar do Sul. Com a extinção da Região Militar do Sul, em 2006, passou a designar-se Centro de Saúde de Évora.